# Propulsion nucléaire électrique

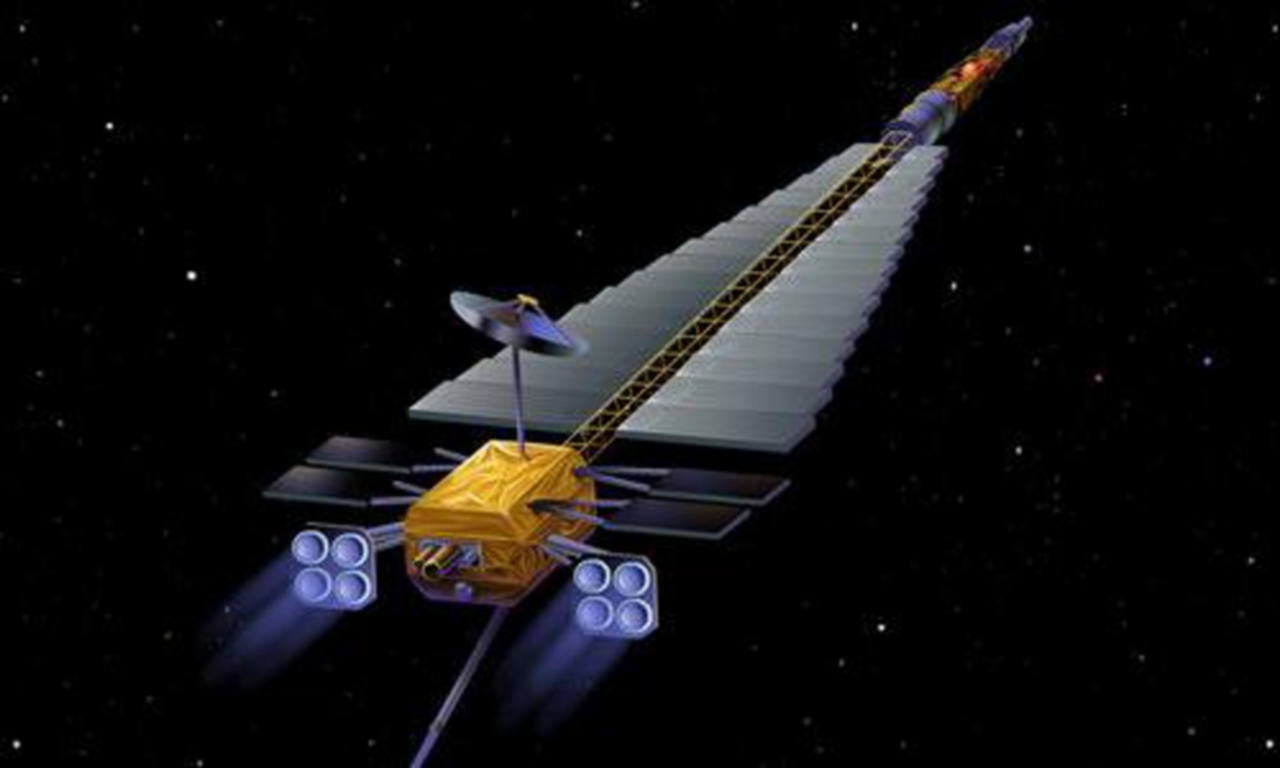
Vaisseau spatiale fictif à propulsion nucléaire électrique.

La propulsion électrique nucléaire (on parle également de fusée électrique nucléaire) est un type de système de propulsion d'engins spatiaux dans lequel l'énergie thermique d'un réacteur nucléaire est convertie en énergie électrique, qui est elle-même utilisée pour entraîner un propulseur ionique ou une autre technologie électrique de propulsion spatiale,,,,,,,. La terminologie de « fusée électrique nucléaire » est légèrement incohérente, car techniquement la partie « fusée » du système de propulsion est non nucléaire et pourrait tout aussi bien être alimentée par des panneaux solaires, ce qui la distingue d'une fusée thermique nucléaire, qui utilise directement la chaleur du réacteur pour ajouter de l'énergie à un fluide, qui est ensuite expulsé d'une tuyère de fusée.

## Aperçu conceptuel
Les éléments clés de la propulsion nucléaire électrique sont :
1. Un cœur de réacteur compact.
2. Un générateur électrique.
3. Un système compact de rejet de chaleur résiduelle tel que des caloducs.
4. Un système de conditionnement et de distribution d'énergie électrique.
5. Une propulsion électrique des engins spatiaux

## Histoire

### États-Unis (NASA)
En 2001, un moteur à fission abordables et sûrs (en anglais : Safe affordable fission engine, ou SAFE) était en cours de développement, avec un moteur de 30 kW à source de chaleur nucléaire testé et destiné à aboutir au développement d'une centrale thermique de 400 kW utilisant des turbines à gaz à cycle de Brayton pour produire de l'énergie électrique. Le rejet de la chaleur résiduelle devait être réalisé à l'aide de la technologie des caloducs de masse faible. La sécurité devait être assurée par une conception robuste.
Le projet Prometheus était une étude de la NASA au début des années 2000 sur les engins spatiaux électriques nucléaires.
Kilopower est le dernier programme de développement de réacteurs de la NASA, mais il n'est pas destiné au voyage dans l'espace, mais à la production d'énergie à la surface de planètes (Lune, Mars).

### Russie
Le projet TEM a débuté en 2009 avec pour but d'alimenter un moteur sur la planète Mars.
Mars 2016 - Le premier lot de combustible nucléaire est réceptionné.

### France
De 1982 à 1989, le CEA et le CNES ont conjointement étudié un concept de réacteur nucléaire spatial électrogène: ERATO.

## Concepts

### Réacteur à lit de boulets combiné à une turbine à gaz
Une source de chaleur possible est le réacteur à lit de boulets, qui utilise un réfrigérant à base d'azote gazeux à débit massique élevé, proche des pressions atmosphériques normales. La production d'électricité pourrait être réalisée avec la technologie des turbines à gaz, qui est bien avancée. Le combustible nucléaire pourrait être de l'uranium hautement enrichi encapsulé dans des billes (boulets) de graphite à faible teneur en bore, faisant probablement de 5 à 10 cm de diamètre. Le graphite serait également le modérateur des neutrons issus des réactions nucléaires.
Ce type de réacteur peut être conçu pour être intrinsèquement sûr. En s'échauffant, le graphite se dilate, séparant le combustible et diminuant la criticité du réacteur. Cette propriété permet de simplifier les commandes de fonctionnement en une seule vanne de régulation de la turbine. Lorsqu'elle est fermée, le réacteur chauffe, mais produit moins d'énergie. Lorsqu'elle est ouverte, le réacteur se refroidit, mais devient plus critique et augmente en puissance.
L'encapsulation du combustible dans du graphite simplifie le ravitaillement en carburant et la gestion des déchets. Le graphite résiste bien aux contraintes mécaniques et aux températures élevées. Ceci réduit le risque d'un rejet non planifié d'éléments radioactifs, y compris des produits de fission. Étant donné que ce type de réacteur produit une puissance élevée sans nécessiter de pièces moulées lourdes et encombrantes pour contenir des pressions élevées, il est bien adapté aux engins spatiaux propulsés.

### Nouveaux concepts de propulsion électrique
Diverses technologies de propulsion électrique ont été proposées pour être utilisées avec des systèmes de production d'électricité nucléaire de grande puissance, notamment VASIMR, DS4G (en) et un Propulseur inductif pulsé (en) (en anglais : pulsed inductive thruster, ou PIT). Les concepts PIT et VASIMR sont uniques dans leur capacité à alterner entre l'utilisation de l'énergie, l'impulsion spécifique (une mesure de l'efficacité) et la poussée en vol. Le PIT a l'avantage supplémentaire de ne pas avoir besoin d'une alimentation conditionnée.

### Génération d'électricité
Un certain nombre de techniques de conversion de la chaleur en électricité ont été proposés. À court terme, les générateurs utilisant le cycle de Rankine, le cycle de Brayton et le cycle de Stirling passent par une phase mécanique intermédiaire avec les pertes d'énergie qui en découlent. Des technologies plus exotiques ont également été proposées : thermoélectriques (dont la conversion de puissance thermique basée sur du graphène,,), pyroélectriques, thermophotovoltaïques, thermioniques et magnétohydrodynamiques.

## Autres concepts d'énergie nucléaire
Les générateurs thermoélectriques à radioisotopes, les unités de chauffage à radioisotopes, les générateurs piézoélectriques à radioisotopes et la propulsion à radioisotopes utilisent tous la chaleur d'une source radioactive statique (généralement du plutonium 238) pour un faible niveau de puissance de propulsion, soit électrique, soit directe. D'autres concepts incluent la propulsion nucléaire thermique, la fusée à fragments de fission, la propulsion nucléaire pulsée et la possibilité d'une fusée à fusion, en supposant que la technologie de fusion nucléaire soit développée à un moment donné dans un avenir proche,.